# Maldives aux Jeux olympiques
Les Maldives participent aux Jeux olympiques depuis 1988 et ont envoyé des athlètes à chaque édition depuis cette date. Le pays n'a jamais participé aux Jeux d'hiver. 
Le pays n'a jamais remporté de médailles.
Le Comité national olympique des Maldives a été créé en 1985 et a été reconnu par le Comité international olympique (CIO) la même année.